# Szentesi Vasutas Sport Club
Lo Szentesi Vasutas Sport Club è una società polisportiva ungherese con sede a Szentes. 

## Storia
La società è stata fondata nel 1930. La sezione di maggiore importanza è quella di calcio a 5 che, nel primo decennio del XXI secolo, disputò alcune edizioni della prima divisione nazionale.